# Valmiera FC
Valmiera FC je lotyšský fotbalový klub sídlící ve městě Valmiera. Založen byl v roce 1996 pod názvem Valmieras FK, v letech 2016-2020 se jmenoval Valmiera Glass ViA, od roku 2020 nese název současný. V roce 2022 vyhrál nejvyšší lotyšskou soutěž. Působil v ní letech 1997-2003 a znovu od roku 2018. V roce 2020 se prvně podíval do evropských pohárů. Klubovými barvami jsou černá a bílá. Své domácí zápasy hraje na Stadiónu Jānise Daliņše, který má kapacitu 1250 diváků.

## Výsledky v evropských pohárech
| Sezóna  | Soutěž           | Kolo        | Soupeř           | Doma | Venku | Celkem |
| ------- | ---------------- | ----------- | ---------------- | ---- | ----- | ------ |
| 2020–21 | Evropská liga    | 1. předkolo | Lech Poznań      | —    | 0−3   | —      |
| 2021–22 | Konferenční liga | 1. předkolo | FK Sūduva        | 0–0  | 1−2   | 1−2    |
| 2022–23 | Konferenční liga | 2. předkolo | Škendija Tetovo  | 1−2  | 1−3   | 2−5    |
| 2023–24 | Liga mistrů      | 1. předkolo | Olimpija Lublaň  | 1−2  | 1−2   | 2−4    |
| 2023–24 | Konferenční liga | 2. předkolo | Tre Penne        | 7–0  | 3–0   | 10–0   |
| 2023–24 | Konferenční liga | 3. předkolo | Partizani Tirana | 1−2  | 0−1   | 1−3    |